# Otus magicus
Otus magicus là một loài chim trong họ Strigidae.